# Loose Ends
Albums de Jimi Hendrix
War Heroes
(1972) Crash Landing
(1975)
Loose Ends est un album posthume du guitariste américain Jimi Hendrix, sorti en février 1974 au Royaume-Uni. C'est le dernier album posthume d'Hendrix publié par son ancien manager Michael Jeffery (à titre posthume, étant lui-aussi décédé en 1973) et réalisé et produit par un certain Alex Trevor. Derrière ce pseudonyme se cache en fait John Jansen, mais ce dernier refuse que son nom soit associé au projet.
Il comporte une série de démos et d'improvisations, ainsi que la chanson The Stars That Play with Laughing Sam's Dice, parue à l'origine en face B du single Burning of the Midnight Lamp en 1967, remixée par Eddie Kramer, qui a enregistré une majorité des titres du guitariste.
Prévu pour début 1973, l'album voit sa sortie refusée en Amérique du Nord par le label Reprise Records en raison de la faiblesse du matériel. Il ne sortira que l'année suivante en Europe après la mort de Michael Jeffery dans la collision aérienne de Nantes et possède différentes pochettes selon les pays.
Dans la langue anglaise, loose end signifie détail inexpliqué en langue française.

## Contenu

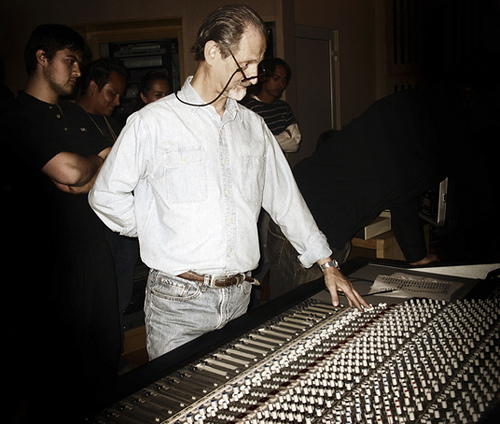
L'ingénieur du son Eddie Kramer a enregistré la majorité des enregistrements de Hendrix durant sa carrière. Il a remixé The Stars That Play With Laughing Sam's Dice pour l'album posthume.

L'album s'ouvre sur Come Down Hard On Me Baby, un candidat potentiel à l'album First Rays of the New Rising Sun de Jimi Hendrix dont les séances datent de mi-juillet 1970. La composition se rapproche de la reprise Bleeding Heart (paru sur l'album posthume précédent) avec plus de funk. Les paroles, ouvertement sexuelles, évoquent la relation du guitariste avec sa muse du moment Devon Wilson. Ce titre est réédité en 2000 dans le coffret The Jimi Hendrix Experience Box Set.
Le titre suivant est une reprise du Blue Suede Shoes de Carl Perkins enregistrée durant la session studio du Band Of Gypsys au Record Plant datant du 23 janvier 1970. Mais ce titre qui est une jam est anecdotique en raison de la longue introduction inutile puisque le groupe ne joue pas encore, et du fait que ce titre n'est que le début de l'interprétation improvisée qui dure en réalité onze minutes,.
Jam 292, comme son titre l'indique, est une improvisation structurée, comme une autre prise publiée sur Blues en 1994. Le jeu de Jimi Hendrix qui est très présent est basé sur les accords de blues. Si ce titre n'est plus réédité sous cette forme par la suite, une version complète de cette prise est désormais disponible sur le pirate officiel Hear My Music publié par Dagger Records, un label alternatif qui propose des titres destinés aux amateurs du guitariste, et pouvant présenter un degré d'exigence inférieur à celui d'un album studio classique.
The Stars That Play With Laughing Sam's Dice, face B du Burning of the Midnight Lamp enregistré en 1967, doit sa présence ici au fait que le titre soit remixé : le solo de guitare de Hendrix est nettement plus en avant que sur le 45 tours original. Ce titre est à nouveau publié sur South Saturn Delta en 1997.
Le dernier titre de la première face est une reprise du Drifter's Escape de Bob Dylan. Bien que moins réussi que sa version de All Along the Watchtower, Hendrix réinterprète ce morceau avec des arrangements différents, où la guitare furieuse accompagne le chant, le tout guidé par la basse de Billy Cox. Ce titre est à nouveau publié sur South Saturn Delta en 1997 dans un mixage différent.
La seconde face de Loose Ends est constituée de trois titres (dont une reprise). Elle ne présente qu'un seul inédit de Jimi Hendrix. Les deux premiers titres seront réédités dans le pirate officiel The Baggy's Rehearsal Sessions publié par Dagger Records.
Burning Desire est une composition inédite de Jimi Hendrix, une des plus complexes, dont il n’existe pas de version définitive. La prise présentée ici datant de la session du 18 décembre 1969 est une prise de répétition plutôt réussite, bien qu'imparfaite. Sa réédition sur le pirate officiel The Baggy's Rehearsal Sessions par Dagger Records se justifie sans problème.
Le titre suivant provenant également de la session du 18 décembre 1969 est une reprise de Muddy Waters, Born A Hoochie Koochie Man. C'est encore un titre anecdotique puisque c'est une répétition. La version réalisée à la BBC publiée sur BBC Sessions en 1999 est meilleure.
L'album se clôt avec Have You Ever Been (To Electric Ladyland), dans une version éditée ne laissant entendre que la seule guitare de Hendrix. Ce titre également anecdotique est réédité dans le coffret The Jimi Hendrix Experience Box Set publié en 2000 où il a plus sa place.

## Liste des chansons
Toutes les chansons sont écrites et composées par Jimi Hendrix, sauf mention contraire.
| Loose Ends | Loose Ends                                   | Loose Ends                                             | Loose Ends | Loose Ends | Loose Ends | Loose Ends | Loose Ends | Loose Ends | Loose Ends |
| No         | Titre                                        | Enregistrement                                         | Durée      |            |            |            |            |            |            |
| ---------- | -------------------------------------------- | ------------------------------------------------------ | ---------- | ---------- | ---------- | ---------- | ---------- | ---------- | ---------- |
| 1.         | Come Down Hard on Me Baby                    | 15 juillet 1970 aux studios Electric Lady              | 2:59       |            |            |            |            |            |            |
| 2.         | Blue Suede Shoes (Carl Perkins)              | 23 janvier 1970 au Record Plant Studios                | 3:58       |            |            |            |            |            |            |
| 3.         | Jam 292                                      | 14 mai 1969 au Record Plant Studios                    | 3:49       |            |            |            |            |            |            |
| 4.         | The Stars That Play With Laughing Sam's Dice | 18 juillet 1967 et 29 juillet 1967 aux studios Mayfair | 4:20       |            |            |            |            |            |            |
| 5.         | Drifter's Escape (Bob Dylan)                 | 17 juin 1970 aux studios Electric Lady                 | 3:02       |            |            |            |            |            |            |
| 6.         | Burning Desire                               | 18 décembre 1969 ou 9 décembre 1969 au Baggy's         | 9:30       |            |            |            |            |            |            |
| 7.         | Born A Hoochie Koochie Man (Willie Dixon)    | 18 décembre 1969 ou 9 décembre 1969 au Baggy's         | 6:00       |            |            |            |            |            |            |
| 8.         | Have You Ever Been (To Electric Ladyland)    | 14 juin 1968 au Record Plant Studios                   | 1:32       |            |            |            |            |            |            |
| 35:09      |                                              |                                                        |            |            |            |            |            |            |            |

## Personnel
- Jimi Hendrix - Guitare électrique, chant
- Billy Cox - Basse, harmonies vocales (sauf sur The Stars That Play With Laughing Sam's Dice et Have You Ever Been (To Electric Ladyland))
- Noel Redding - Basse sur The Stars That Play With Laughing Sam's Dice
- Mitch Mitchell - Batterie sur Come Down Hard on Me Baby, Jam 292, The Stars That Play With Laughing Sam's Dice et Drifter's Escape
- Buddy Miles - Batterie, chant et harmonies vocales sur Blue Suede Shoes, Burning Desire et Born A Hoochie Koochie Man
- Sharon Layne - Piano sur Jam 292